# Tokyo Fuji University
La Tokyo Fuji University (東京富士大学?, Tōkyō Fuji Daigaku) è un'università privata di Shinjuku, Tokyo, Giappone.
La precedente scuola fu fondata nel 1943, fu elevata a junior college nel 1951 e divenne un college quadriennale nel 2002.